# Michael Berkeley
Michael Fitzhardinge Berkeley (født 29. maj 1948 i London, England) er en engelsk komponist og pianist.
Michael Berkeley der er søn af komponisten Lennox Berkeley, studerede komposition, sang og klaver på Det Kongelige Musikkonservatorium i London. Han studerede herefter komposition videre privat hos Richard Rodney Bennett. Berkeley har skrevet 2 symfonier, orkesterværker, kammermusik, opera, koncertmusik, strygekvartetter etc. Han var også lærer på Det Walisiske Universitet for musik. Han er gudsøn til Benjamin Britten, som han også arbejdede sammen med som ung.

## Udvalgte værker
- Symfoni "Opstandelse" (1980) - for kammerorkester
- Kammersymfoni (1980) - for kammerorkester
- Koncert "Havlandskaber" (2005) - for orkester
- "Jane Eyre" (2000) - opera
- Obokoncert (1977) - for obo og orkester
- Cellokoncert (1982) - for cello og orkester
- "En have af jordiske lækkerier" (1998) - for orkester
- "Meditation" (1976) - for strygeorkester